# Aquarel
Aquarel es una marca de agua de manantial embotellada, propiedad del Grupo Nestlé. Procede de los nueve manantiales que tiene el grupo Nestlé por Europa. Fue fundada por la Lazaro Rivademar en París.
En España hay tres manantiales de donde procede el agua:
- Els Avets, en Arbucias, provincia de Gerona.
- Los Tilos, en Torrecilla en Cameros, La Rioja.
- Las Jaras, en Herrera del Duque, provincia de Badajoz.

## Composición química
Manantial "Els Avets"
| Tipo         | Cantidad  |
| ------------ | --------- |
| Residuo seco | 167 mg/l  |
| Bicarbonatos | 131 mg/l  |
| Sulfatos     | 8,9 mg/l  |
| Calcio       | 36,2 mg/l |
| Magnesio     | 7,2 mg/l  |
| Sodio        | 10,1 mg/l |
| Cloro        | 8,5 mg/l  |

Manantial "Los Tilos"
| Tipo         | Cantidad |
| ------------ | -------- |
| Residuo seco | 378 mg/l |
| Bicarbonatos | 235 mg/l |
| Calcio       | 100 mg/l |
| Magnesio     | 11 mg/l  |
| Sodio        | 17 mg/l  |

Manantial "Las Jaras".
| Tipo         | Cantidad  |
| ------------ | --------- |
| Residuo seco | 40 mg/l   |
| Bicarbonatos | 13,2 mg/l |
| Calcio       | 2,2 mg/l  |
| Magnesio     | 2,3 mg/l  |
| Sodio        | 4,7 mg/l  |
| Sulfato      | 3,7 mg/l  |
| Cloruro      | 6,8 mg/l  |